# كارل ويلهلم (مخرج أفلام)
كارل ويلهلم (بالألمانية: Carl Wilhelm)‏ (و. 1885 – سبتمبر 1936 م) هو مخرج أفلام، وكاتب سيناريو، ومنتج أفلام، وممثل مسرحي، وممثل أفلام من ألمانيا، والنمسا، ولد في فيينا، توفي في لندن.

## وصلات خارجية
- كارل ويلهلم على موقع IMDb (الإنجليزية)
- كارل ويلهلم على موقع ألو سيني (الفرنسية)
- كارل ويلهلم على موقع قاعدة بيانات الأفلام السويدية (السويدية)
- كارل ويلهلم على موقع قاعدة بيانات الفيلم (الإنجليزية)
- كارل ويلهلم على موقع كينوبويسك (الروسية)

- كارل ويلهلم في قاعدة بيانات الأفلام على الإنترنت